# 神は見返りを求める
『神は見返りを求める』（かみはみかえりをもとめる）は、2022年6月24日に公開された日本映画。監督・脚本は𠮷田恵輔、主演はムロツヨシ。
お人よしな主人公の男性が合コンで知り合った底辺YouTuberの女性の手助けをし、良きパートナーとなっていくが、あることをきっかけに2人の関係が「見返りを求める男」と「恩を仇で返す女」へと豹変していく様を描く。
Filmarks（フィルマークス）が実施した「6月第4週公開映画の初日満足度ランキング」で、初日満足度ランキング1位を獲得した。

## キャスト

### 主要人物
田母神尚樹（たもがみ なおき）
演 - ムロツヨシ
主人公。イベント会社に勤める。合コンで知り合った優里がYouTubeの再生回数に悩むのを見かねて手伝う。
川合優里（かわい ゆり）
演 - 岸井ゆきの
底辺YouTuber。コールセンター勤務。
田母神にYouTubeの登録者を増やす手伝いをしてもらい、良きパートナーとなっていく。
梅川葉（うめかわ よう）
演 - 若葉竜也
田母神と同じイベント会社勤務の後輩。優里に人気YouTuberのチョレイとカビゴンを紹介する。
チョレイ
演 - 吉村界人
人気YouTuberコンビ「マイルズ」の一員。
カビゴン
演 - 淡梨
人気YouTuberコンビ「マイルズ」の一員。
村上アレン（むらかみ）
演 - 栁俊太郎
新進気鋭のデザイナー。ニューヨーク帰り。

### その他
印旛（いんば）
演 - 田村健太郎
梅川の大学時代の友人。
長井（ながい）
演 - 中山求一郎
梅川の大学時代の友人。
南場慎介（なんば しんすけ）
演 - 廣瀬祐樹
田母神と梅川のかつての同僚。
ハイパーマリオ
演 - 下川恭平
少年YouTuber。
キムニー
演 - 前原滉
人気YouTuber。
吉田美咲（よしだ みさき）
演 - 青山ひかる
優里の同僚のコールセンター職員。
萌
演 - 土山茜
優里の同僚のコールセンター職員。
沙織
演 - さいとうなり
優里の同僚のコールセンター職員。
沙紀
演 - 中島芙美乃
優里の同僚のコールセンター職員。
チカ
演 - 永井ちひろ
優里の撮影に協力するダンサー。
リオン、レノン
演 - 福田一華、川﨑帆々花
ゆりちゃんとコラボする人気アーティストRioLeno。
男性
演 - 田本清嵐
ゆりちゃんが撮影で傷つけてしまった車の持ち主。
男性
演 - 二ノ宮隆太郎
ゴッティーが「目隠しフリースロー」の検証動画を撮影しようとする現場に乱入して難癖を付ける男。
カップル
演 - 湊祥希、野田美桜
マリオを追うゴッティーの自転車に当たられ報復するチンピラカップル。
男性YouTuber
演 - 庄村聡泰
キムニーの誕生日パーティで当たりの宝くじをおしゃかにするのを呆れる男。
まいまい、SAORI
演 - 平野夢来、SAORI
「マイルズ」とイベントに出演するYouTuber。
ひまり
演 - 立花ちやめ
優里に憧れる少女。
平岡
演 - 平山繁史
田母神の上司。
社員
演 - 水島麻理奈
イベント会社社員。
店長
演 - よこやまよしひろ
焼きとん屋。裏メニューの生レバーをゆりちゃんに動画で紹介され炎上する。
奇行おじさん
演 - 三島ゆたか
ゆりちゃんが動画撮影する海辺でひたすら砂浜に石を叩きつけるおじさん。
警備員
演 - 中田春介
会社のビル前で動画撮影しようとするゆりちゃんを「敷地内ですよ。許可取ってます？」と追い払う。
男性
演 - 吉田亮
田母神に追われる優里が歩道橋が助けを求める男性。ゴッティーの覆面姿を見て逃げ出す。
看護師
演 - 川俣しのぶ
撮影で火傷を負ったゆりちゃんが搬送された病院。
女性
演 - 小野春花
優里を追いかけて女子トイレに侵入した田母神に驚く。
お坊さん
演 - 増田俊康
着ぐるみの「ジェイコブ」を供養するお坊さん。
動画撮影者
声 - 遠藤隆太

その他（役名不詳）
演 - 嶋本勝博、西谷星彩、篠田一斗、山崎朋弥、梅中郁弥、馬場海河、結城さなえ、守谷周徒、加藤佑一、安藤智久、戸井田司

## スタッフ
- 監督・脚本 - 𠮷田恵輔
- 音楽 - 佐藤望
- 主題歌 - 空白ごっこ「サンクチュアリ」（ポニーキャニオン）[29]
- 挿入歌 - 空白ごっこ「かみさま」（ポニーキャニオン）[29]
- 製作 - 英田理志、人見剛史
- 企画 - 石田雄治
- プロデューサー - 柴原祐一、花田聖
- アソシエイトプロデューサー - 舩江修
- 撮影 - 志田貴之
- 照明 - 疋田淳
- 録音 - 鈴木健太郎
- 美術 - 中川理仁
- 装飾 - 畠山和久
- 編集 - 田巻源太
- VFXスーパーバイザー - 白石哲也
- 衣装 - 松本紗矢子
- ヘアメイク - 杉山裕美子
- スクリプター - 増子さおり
- 音響効果 - 渋谷圭介
- キャスティング - 川口真五
- 助監督 - 松倉大夏
- 制作担当 - 森田勝政
- 音楽プロデューサー - 杉田寿宏
- ラインプロデューサー - 島根淳
- 配給 - パルコ
- 宣伝 - FINOR
- 制作プロダクション - ダブ
- 製作 -「神は見返りを求める」製作委員会